# Književnost u 1987.
◄◄ | ◄ | 1984. | 1985. | 1986. | 1987.  | 1988. | 1989. | 1990. | ► | ►►
Arhitektura • Astronautika • Astronomija • Biologija • Film • Fotografija • Glazba • Kazalište • Kemija • Kiparstvo • Knjige • Književnost • Kršćanstvo • Meteorologija • Medicina • Planinarstvo • Politika • Pravo • Promet • Slikarstvo • Strip • Šport • Televizija • Znanost • Zrakoplovstvo • Željeznički promet
Književnost u 1987.

## Svijet

### Nagrade i priznanja
- Nobelova nagrada za književnost:

## Hrvatska i u Hrvata

### Smrti
- 26. siječnja: Zdravko Pucak, hrvatski pjesnik

## Vanjske poveznice
|  | Zajednički poslužitelj ima još gradiva o temi Književnost u 1987. |